# Power Windows
| Оценки критиков               | Оценки критиков |
| Источник                      | Оценка          |
| ----------------------------- | --------------- |
| Allmusic                      | [ 1 ]           |
| Rolling Stone                 | (положительная) |
| The Rolling Stone Album Guide | [ 3 ]           |
| Kerrang!                      | [ 4 ]           |
| Rock Hard (Германия)          | 9/10            |

Power Windows — одиннадцатый студийный альбом канадской рок-группы Rush, был издан в 1985 году. Это первый диск группы спродюсированный Питером Коллинзом, записывался преимущественно в Англии.
В музыкальном плане на этом альбоме группа сделала шаг в сторону синтезаторного звука, став использовать больше клавишных. На песни «The Big Money» и «Mystic Rhythms» были сняты музыкальные видео, которые имели хорошую ротацию на MTV.

## Список композиций
Все тексты написаны Нилом Пиртом, вся музыка написана Алексом Лайфсоном и Гедди Ли.
| №  | Название            | Длительность |
| -- | ------------------- | ------------ |
| 1. | «The Big Money»     | 5:37         |
| 2. | «Grand Designs»     | 5:06         |
| 3. | «Manhattan Project» | 5:07         |
| 4. | «Marathon»          | 6:09         |
| 5. | «Territories»       | 6:20         |
| 6. | «Middletown Dreams» | 5:15         |
| 7. | «Emotion Detector»  | 5:11         |
| 8. | «Mystic Rhythms»    | 5:54         |

## Участники записи

### Rush
- Гедди Ли — вокал, бас-гитара, синтезаторы
- Алекс Лайфсон — гитара, синтезаторы
- Нил Пирт — ударные, перкуссия

### Доп. музыканты
- Энди Ричардс — дополнительные клавишные
- Джим Барджесс — дополнительные синтезаторы
- Энн Дадли — аранжировка струнных
- Эндрю Джэкман[англ.] — дирижёр, аранжировка хора
- The Choir — дополнительный вокал

### Производство
- Rush и Питер Коллинз[англ.] — аранжировки и продюсирование
- Джим Бартон — звукоинженер
- Matt Butler, Stephen Chase, Dave Meegan, Heff Moraes — ассистенты звукоинженера
- Боб Людвинг и Брайан Ли — мастеринг
- Хью Сайм[англ.] — изображения, дизайн обложки

## Хит-парады
Album
| Год  | Хит-парад             | Высшая позиция |
| ---- | --------------------- | -------------- |
| 1985 | Billboard 200         | 10             |
| 1985 | RPM100 Albums         | 2              |
| 1985 | UK Album Chart        | 9              |
| 1985 | Swedish Album Chart   | 26             |
| 1985 | GfK Dutch Album Chart | 44             |

## Сертификация
| Страна         | Организация | Статус                 |
| США            | RIAA        | Платиновый (1,000,000) |
| Канада         | CRIA        | Платиновый (100,000)   |
| Великобритания | BPI         | Серебряный (60,000)    |